# Грубинко, Василий Васильевич
Грубинко Василий Васильевич (родился 20 октября 1959 года, с. Лохово, Украина) — украинский учёный-биолог, педагог. Доктор биологических наук (1995), профессор (1999). Действительный член Экологической академии Украины (2000). Вице-президент Гидроэкологического общества Украины, председатель его Тернопольского областного отделения.

## Биография
Василий Васильевич Грубинко родился 20 октября 1959 года в селе Лохово Мукачевского района Закарпатской области, Украина.
Окончил естественный факультет Тернопольского педагогического института (1981, ныне ТНПУ). С 1997 — в этом вузе: заведующий кафедрой общей биологии, одновременно с 1998 — проректор по учебной работе.
Круг научных интересов: экологическая биохимия и физиология животных, биологическая системология, экологическое образование и воспитание.
Научные исследования: молекулярно-метаболические механизмы адаптации организмов к экстремальным факторам среды; инвариантные модели и устойчивость биологических систем; биохимия гидробионтов; инновационные технологии в высшем образовании.
Член диссертационного совета Д 76.051.05 Института биологии, химии и биоресурсов Черновицкого национального университета имени Юрия Федьковича.
Член экспертного совета по вопросам жилищно-коммунального хозяйства, экологии и чрезвычайных ситуаций, энергообеспечения и энергоэффективности при Тернопольском городском совете.

## Работы
Опубликовал более 200 научных и учебно-методических работ, среди которых
- монографія «Екологія, охорона природи, екологічна освіта і виховання» (Чернігів, 1996),
- посібники «Лабораторний практикум з біотехнології» (2000; співавтор), «Загальна цитологія» (2001; співавтор).